# Бабенко, Елена Владимировна
Елена Владимировна Бабенко (узб. Elena Vladimirovna Babenko; род. 17 февраля 1968 года, Андижан, УзССР, СССР) ― узбекский преподаватель, член Законодательной палаты Олий Мажлиса Республики Узбекистан и комитета по вопросам экологии и охраны окружающей среды.

## Биография
В 1989 году окончила Андижанский государственный педагогический институт (ныне Андижанский государственный университет). В этом же году начала свою трудовую деятельность, работая преподавателем кафедры русского языка Андижанского государственного педагогического института. С 2011 по 2015 год работала старшим преподавателем кафедры русского языка и литературы Андижанского государственного университета. В 2016—2018 годах работала заместителем руководителя Андижанского областного отделения русского культурного центра Узбекистана. А с 2018 года назначена на пост руководителя Андижанского областного отделения русского культурного центра Узбекистана.
В 2020 году избрана в Законодательную палату Олий Мажлиса Республики Узбекистан, а также стала членом комитета по вопросам экологии и охраны окружающей среды. Елена Бабенко является членом Народно-демократической партии Узбекистана.

## Награды
- В 2019 году награждена орденом «Дустлик».
- Грамота Правительственной комиссии по делам соотечественников за рубежом (2019)[3].